# Thomas Sowunmi
Thomas Babatunde Sowunmi (Lagos, 25 de julho de 1978) é um ex-futebolista profissional húngaro-nigeriano que atuava como atacante.

## Carreira
Estreou profissionalmente em 1997, no Dunaújváros, porém o primeiro jogo oficial do atacante foi em 1998, no Vasas, clube onde teve 2 passagens (1998–2001 e 2007–09). Sowunmi ainda jogaria pelo Dunaújváros entre 2001 e 2002 (34 jogos e 5 gols) e 2002 a 2003 (11 partidas e um gol), tendo atuado também por Ferencváros, Siófok e Ajka, onde se aposentou em 2016.
Outros clubes em que Sowunmi atuou profissionalmente fora da Hungria foram Slovácko (República Checa), Hibernian (Escócia) e APOP Kinyras Peyias (Chipre); ele ainda vestiu a camisa do Ajaccio, porém nunca jogou uma partida oficial pela equipe francesa.

## Seleção Húngara
Filho de um nigeriano, Sowunmi optou em defender a Hungria (foi para o país aos 9 anos), onde sua mãe nasceu. A estreia pela seleção vice-campeã mundial em 1954 foi contra a Moldávia, em agosto de 1999 (empate em 1 a 1), tornando-se o primeiro de 3 atletas negros a jogar pela Seleção Húngara - os outros foram o brasileiro Paulo Vinícius, convocado desde 2017, e o também nigeriano Kenneth Otigba, que faz parte das convocações desde 2018. Encerrou a carreira internacional em 2006, disputando 10 partidas e fazendo um gol.

## Títulos
Ferencváros
- Campeonato Húngaro: 1 (2004–05)
- Copa da Hungria: 1 (2003–04)
- Supercopa da Hungria: 1 (2004)